# Giải bóng đá U-21 Quốc gia 2011
Giải bóng đá U-21 Quốc gia 2011, tên gọi chính thức là Giải bóng đá U-21 Quốc gia – Cúp Báo Thanh Niên 2011, là mùa giải thứ 15 của Giải bóng đá Vô địch U-21 Quốc gia do Liên đoàn bóng đá Việt Nam (VFF) phối hợp với báo Thanh Niên tổ chức. Mùa giải lần này diễn ra theo hai giai đoạn, với giai đoạn vòng loại từ ngày 18 tháng 6 đến ngày 30 tháng 6 năm 2011. Vòng chung kết của giải, gồm 8 đội bóng, được tổ chức tại Bình Dương từ ngày 8 tháng 9 đến ngày 18 tháng 9 năm 2011.

## Các đội bóng
22 đội bóng đã đăng ký tham dự mùa giải lần này từ vòng loại. Đội đương kim vô địch Đồng Nai và đội chủ nhà của vòng chung kết Becamex Bình Dương được miễn thi đấu vòng loại. Các đội bóng được sắp xếp sẵn vào các bảng đấu dựa theo khu vực địa lý. Những đội bóng đóng vai trò là chủ nhà của bảng đấu vòng loại được in đậm.
| Vào thẳng vòng chung kết | 1. Becamex Bình Dương (chủ nhà vòng chung kết) 2. Đồng Nai (đương kim vô địch) | 1. Becamex Bình Dương (chủ nhà vòng chung kết) 2. Đồng Nai (đương kim vô địch) | 1. Becamex Bình Dương (chủ nhà vòng chung kết) 2. Đồng Nai (đương kim vô địch) |
| Tham dự vòng loại        | Bảng A                                                                         | Bảng B                                                                         | Bảng C                                                                         |
| Tham dự vòng loại        | 1. Mikado Nam Định 2. Hà Nội T&T 3. Hòa Phát Hà Nội 4. Vicem Hải Phòng         | 1. Sông Lam Nghệ An 2. Hà Nội ACB 3. Than Quảng Ninh                           | 1. SQC Bình Định 2. Sài Gòn Xuân Thành 3. V&V United 4. SHB Đà Nẵng            |
| Tham dự vòng loại        | Bảng D                                                                         | Bảng E                                                                         | Bảng F                                                                         |
| Tham dự vòng loại        | 1. Hoàng Anh Gia Lai 2. Bà Rịa Vũng Tàu 3. Bình Thuận 4. Đắk Lắk               | 1. Khatoco Khánh Hòa 2. Đồng Tâm Long An 3. Tiền Giang                         | 1. Navibank Sài Gòn 2. Cần Thơ 3. Kiên Giang 4. Tập đoàn Cao su Đồng Tháp      |

| Rút lui sau khi đăng ký tham dự | Rút lui sau khi đăng ký tham dự         |
| ------------------------------- | --------------------------------------- |
| Bảng B                          | - Công An Nhân Dân                      |
| Bảng D                          | - Thành phố Hồ Chí Minh                 |
| Bảng E                          | - Vĩnh Long - Đại học Quốc tế Hồng Bàng |
| Bảng F                          | - Cà Mau                                |

## Vòng loại
Vòng loại diễn ra từ ngày 18 đến ngày 30 tháng 6 năm 2011. Các đội trong bảng thi đấu vòng tròn một lượt tính điểm chọn đội đứng đầu mỗi bảng tham dự vòng chung kết cùng hai đội được vào thẳng là Đồng Nai (đương kim vô địch) và Becamex Bình Dương (chủ nhà).

### Các tiêu chí
Các đội được xếp hạng theo điểm (3 điểm cho 1 trận thắng, 1 điểm cho 1 trận hòa, 0 điểm cho 1 trận thua), và nếu bằng điểm, các tiêu chí sau đây được áp dụng theo thứ tự, để xác định thứ hạng:
1. Điểm trong các trận đối đầu trực tiếp giữa các đội bằng điểm;
2. Hiệu số bàn thắng thua trong các trận đối đầu trực tiếp giữa các đội bằng điểm;
3. Số bàn thắng ghi được trong các trận đối đầu trực tiếp giữa các đội bằng điểm;
4. Nếu có nhiều hơn hai đội bằng điểm, và sau khi áp dụng tất cả các tiêu chí đối đầu ở trên, một nhóm nhỏ các đội vẫn còn bằng điểm nhau, tất cả các tiêu chí đối đầu ở trên được áp dụng lại cho riêng nhóm này;
5. Hiệu số bàn thắng thua trong tất cả các trận đấu bảng;
6. Số bàn thắng ghi được trong tất cả các trận đấu bảng;
7. Bốc thăm.

### Các đội vượt qua vòng loại
| Câu lạc bộ          | Tư cách vượt qua vòng loại | Tham dự vòng chung kết | Thành tích tốt nhất        |
| ------------------- | -------------------------- | ---------------------- | -------------------------- |
| Becamex Bình Dương  | Chủ nhà                    | 5 lần                  | Á quân (2009)              |
| Đồng Nai            | Đương kim vô địch          | 3 lần                  | Vô địch (2010)             |
| Nam Định            | Nhất bảng A                | 9 lần                  | Vô địch (2004)             |
| Sông Lam Nghệ An    | Nhất bảng B                | 9 lần                  | Vô địch (2000, 2001, 2002) |
| V&V United          | Nhất bảng C                | Lần đầu                | Lần đầu                    |
| Hoàng Anh Gia Lai   | Nhất bảng D                | 6 lần                  | Á quân (2006)              |
| Đồng Tâm Long An    | Nhất bảng E                | 7 lần                  | Á quân (2000)              |
| Imexpharm Đồng Tháp | Nhất bảng F                | 6 lần                  | Á quân (1998)              |

## Địa điểm
Các trận đấu của vòng chung kết diễn ra tại sân vận động Gò Đậu, thành phố Thủ Dầu Một, tỉnh Bình Dương.
| Bình Dương          |
| ------------------- |
| Sân vận động Gò Đậu |
| Sức chứa: 20.000    |
|                     |

## Đội hình
Các cầu thủ từ 16 đến 21 tuổi (sinh từ ngày 1 tháng 1 năm 1990 đến ngày 31 tháng 12 năm 1994) có đủ điều kiện để tham dự giải đấu. Mỗi đội bóng phải đăng ký một danh sách gồm tối đa 25 cầu thủ, trong đó có tối đa ba cầu thủ 22 tuổi (Quy định mục 4.2, 4.3 và 5.1).

## Vòng bảng
Tám đội tham dự được chia thành hai bảng, thi đấu vòng tròn một lượt để chọn ra hai đội đứng đầu mỗi bảng vào bán kết.

### Bảng A
| VT | Đội                    | ST | T | H | B | BT | BB | HS | Đ | Giành quyền tham dự     |
| -- | ---------------------- | -- | - | - | - | -- | -- | -- | - | ----------------------- |
| 1  | Becamex Bình Dương (H) | 3  | 3 | 0 | 0 | 6  | 2  | +4 | 9 | Vòng đấu loại trực tiếp |
| 2  | Nam Định               | 3  | 1 | 0 | 2 | 5  | 4  | +1 | 3 | Vòng đấu loại trực tiếp |
| 3  | V&V United             | 3  | 1 | 0 | 2 | 3  | 4  | −1 | 3 |                         |
| 4  | Đồng Tâm Long An       | 3  | 1 | 0 | 2 | 3  | 7  | −4 | 3 |                         |

| Nam Định                                          | 4–1      | Đồng Tâm Long An |
| ------------------------------------------------- | -------- | ---------------- |
| - Hữu Khôi 23', 41' - Hữu Định H2' - Hoa Hùng H2' | Chi tiết | Hoài Nam H2'     |

| Becamex Bình Dương             | 2–1      | V&V United            |
| ------------------------------ | -------- | --------------------- |
| - Hoài Nam 6' - Kiên Trung 20' | Chi tiết | Văn Thuận 66' (ph.đ.) |

| V&V United | 1–0 | Nam Định |
| ---------- | --- | -------- |
|            |     |          |

| Đồng Tâm Long An | 0–2 | Becamex Bình Dương |
| ---------------- | --- | ------------------ |
|                  |     |                    |

| V&V United | 1–2 | Đồng Tâm Long An |
| ---------- | --- | ---------------- |
|            |     |                  |

| Becamex Bình Dương | 2–1      | Megastar Nam Định |
| ------------------ | -------- | ----------------- |
| - Hoài Nam         | Chi tiết |                   |

### Bảng B
| VT | Đội                 | ST | T | H | B | BT | BB | HS | Đ | Giành quyền tham dự     |
| -- | ------------------- | -- | - | - | - | -- | -- | -- | - | ----------------------- |
| 1  | Đồng Nai            | 3  | 2 | 0 | 1 | 4  | 2  | +2 | 6 | Vòng đấu loại trực tiếp |
| 2  | Sông Lam Nghệ An    | 3  | 1 | 2 | 0 | 3  | 1  | +2 | 5 | Vòng đấu loại trực tiếp |
| 3  | Hoàng Anh Gia Lai   | 3  | 1 | 1 | 1 | 5  | 5  | 0  | 4 |                         |
| 4  | Imexpharm Đồng Tháp | 3  | 0 | 1 | 2 | 2  | 6  | −4 | 1 |                         |

| Sông Lam Nghệ An | 0–0      | Imexpharm Đồng Tháp |
| ---------------- | -------- | ------------------- |
|                  | Chi tiết |                     |

| Đồng Nai                     | 2–0      | Hoàng Anh Gia Lai |
| ---------------------------- | -------- | ----------------- |
| - Văn Hòa 53' - Thế Hưng 55' | Chi tiết |                   |

| Hoàng Anh Gia Lai | 1–1 | Sông Lam Nghệ An |
| ----------------- | --- | ---------------- |
|                   |     |                  |

| Imexpharm Đồng Tháp | 0–2 | Đồng Nai |
| ------------------- | --- | -------- |
|                     |     |          |

| Hoàng Anh Gia Lai | 4–2 | Imexpharm Đồng Tháp |
| ----------------- | --- | ------------------- |
|                   |     |                     |

| Đồng Nai | 0–2 | Sông Lam Nghệ An |
| -------- | --- | ---------------- |
|          |     |                  |

## Vòng đấu loại trực tiếp
Trong vòng đấu loại trực tiếp, loạt sút luân lưu sẽ được sử dụng để quyết định đội thắng nếu hòa sau 90 phút chính thức (không có hiệp phụ).

### Bán kết
| Đồng Nai | 0–3      | Nam Định                            |
| -------- | -------- | ----------------------------------- |
|          | Chi tiết | Nhật Nam 32' · Văn Thuận · Hữu Định |

| Becamex Bình Dương                               | 0–0      | Sông Lam Nghệ An         |
| ------------------------------------------------ | -------- | ------------------------ |
|                                                  | Chi tiết | Viết Bá H2'              |
| Loạt sút luân lưu                                |          |                          |
| - Tấn Công - Thanh Nam - Minh Hoàng - Kiên Trung | 4–2      | - Ngọc Mạnh - Cảnh Dương |

### Chung kết
| Nam Định | 1–1      | Becamex Bình Dương |
| --- | -------- | ------------------ |
| Ngọc Hùng 21' | Chi tiết | Anh Quang 62'      |
| Loạt sút luân lưu |          |                    |
| Phạt đền thành công · Phạt đền hỏng · Phạt đền hỏng · Phạt đền thành công · Phạt đền thành công · Phạt đền thành công · Phạt đền thành công | 5–4      | - Hoài Nam         |

## Thống kê

### Vô địch
| Vô địch Giải bóng đá U-21 Quốc gia 2011 |
| --------------------------------------- |
| Nam Định Lần thứ 2                      |

### Các giải thưởng
Các giải thưởng dưới đây đã được trao sau khi giải đấu kết thúc:
| Vua phá lưới                        | Cầu thủ xuất sắc nhất    | Thủ môn xuất sắc nhất      | Giải phong cách    |
| ----------------------------------- | ------------------------ | -------------------------- | ------------------ |
| Trịnh Hoài Nam (Becamex Bình Dương) | Lâm Anh Quang (Nam Định) | Nguyễn Tiến Tạo (Nam Định) | Becamex Bình Dương |

### Đội hình tiêu biểu
Đội hình tiêu biểu của giải đấu, do ban tổ chức bình chọn, là đội hình gồm những cầu thủ thi đấu ấn tượng nhất tại các vị trí được chọn lựa trong giải đấu.
| Cầu thủ                        | Cầu thủ | Cầu thủ                              | Cầu thủ | Cầu thủ                            | Cầu thủ  | Cầu thủ                             |
| Thủ môn                        | Hậu vệ  | Hậu vệ                               | Tiền vệ | Tiền vệ                            | Tiền đạo | Tiền đạo                            |
| ------------------------------ | ------- | ------------------------------------ | ------- | ---------------------------------- | -------- | ----------------------------------- |
| Dư Văn Bé (Becamex Bình Dương) | LB      | Bùi Xuân Hiếu (Hoàng Anh Gia Lai)    | LM      | Lê Thế Cường (Sông Lam Nghệ An)    | CF       | Trịnh Hoài Nam (Becamex Bình Dương) |
| Dư Văn Bé (Becamex Bình Dương) | CB      | Nguyễn Tấn Công (Becamex Bình Dương) | CM      | Hoàng Nhật Nam (Nam Định)          | CF       | Trịnh Hoài Nam (Becamex Bình Dương) |
| Dư Văn Bé (Becamex Bình Dương) | CB      | Lâm Anh Quang (Nam Định)             | CM      | Vũ Minh Hoàng (Becamex Bình Dương) | CF       | Nguyễn Hữu Định (Nam Định)          |
| Dư Văn Bé (Becamex Bình Dương) | RB      | Quế Ngọc Mạnh (Sông Lam Nghệ An)     | RM      | Nguyễn Thế Hưng (Đồng Nai)         | CF       | Nguyễn Hữu Định (Nam Định)          |

### Cầu thủ ghi bàn
Đã có 36 bàn thắng ghi được trong 15 trận đấu, trung bình 2.4 bàn thắng mỗi trận đấu.